# Joshua Cheptegei
Joshua Kiprui Cheptegei (12 september 1996) is een Oegandees atleet, die is gespecialiseerd in de lange afstand. Hij werd Afrikaans jeugdkampioen en wereldjeugdkampioen op de 10.000 m en tweemaal Oegandees kampioen op de 5000 m. Ook nam hij driemaal deel aan de Olympische Spelen, waarbij hij olympisch goud en zilver behaalde. Hij is wereldrecordhouder op de 5000 en 10.000 m (baan) en voormalig wereldrecordhouder op de 5 en 15 km (weg).

## Biografie
Sinds augustus 2013 studeert Cheptegei aan de universiteit van Kampala en sindsdien begon hij ook te trainen. Hij deed mee aan nationale wedstrijden, vertegenwoordigde zijn universiteit bij de World University Cross Country Championships en won meteen goud. Hij maakte zijn internationale debuut bij de TCS World 10k in Bangalore, waar hij onverwachts een tweede plaats behaalde achter de wereldkampioen halve marathon Geoffrey Kamworor.
In 2014 won Cheptegei een gouden medaille op de 5000 m bij de Oegandese kampioenschappen in Namboole. Later dat jaar nam hij deel aan de wereldkampioenschappen voor U20-junioren in Eugene. Op de 5000 m werd hij vierde en op de 10.000 m won hij de wereldtitel. Met een tijd van 28.32,86 versloeg hij de Kenianen Elvis Cheboi en Nicholas Kosimbei. In datzelfde jaar werd hij ook negende bij de Dam tot Damloop.
In 2015 prolongeerde Cheptegei de nationale titel op de 5000 m, werd Afrikaans jeugdkampioen op de 10.000 m en won de Zevenheuvelenloop. Bij de wereldkampioenschappen in Peking moest hij genoegen nemen met een negende plaats. In 2016 won hij de 5 km van Carlsbad. In de zomer van 2016 nam Cheptegei deel aan Olympische Spelen in Rio de Janeiro. Op 13 augustus eindigde Cheptegei op de 6e plaats op de 10.000 meter. Enkele dagen later kon Cheptegei zich zich kwalificeren voor de finale van de 5000 meter waarin hij 8e eindigde. 
In 2017 liep hij tijdens de Zevenheuvelenloop bijna een wereldrecord op de 15 km, maar miste dit op drie seconden. In 2018 deed hij bij de Zevenheuvelenloop een nieuwe poging en ditmaal slaagde hij wel: met 41.05 stelde hij het wereldrecord op de 15 km bij. Tijdens de WK van 2017 behaalde Cheptegei een eerste medaille op een internationaal toernooi dankzij een tweede plaats in de finale van 10.000 meter, waarin hij slechts nipt de duimen moest leggen voor Mo Farah. In 2018 was Cheptegei de beste op zowel de 5000 als de 10.000 meter op de Gemenebestspelen. 

### Drie keer wereldkampioen en 2 wereldrecords
Op de WK 2019 liep Cheptegei naar een eerste wereldtitel dankzij winst op de 10.000 meter. In 2020 verbeterde Cheptegei maar liefst twee wereldrecords. Op 14 augustus 2020 verbeterde hij op de Herculis-meeting in Monaco het record van Kenenisa Bekele op de 5000 meter. Iets minder dan twee maanden later sneuvelde ook het 15 jaar oude wereldrecord op de 10.000 meter: Op 7 oktober 2020 verbeterde hij in Valencia het wereldrecord van opnieuw Kenenisa Bekele. In een tijd van 26.11,00 deed hij ruim 6 seconden beter dan het vorige record. Hij prolongeerde zijn wereldtitel zowel in 2022 als in 2023.

### Olympisch goud
In 2021 nam Cheptegei deel aan de uitgestelde Olympische Spelen van 2020 in Tokio. Op de 5000 m kon hij net de Canadees Mohammed Ahmed voor blijven en liep hij zo naar een eerste olympische titel. Op de 10.000 m moest Cheptegei nipt de duimen leggen tegen Selemon Barega en dus tevreden zijn met een zilveren medaille. 
Op de Olympische Spelen van 2024 in Parijs wist hij de 10.000 m wel te winnen.
Cheptegei is aangesloten bij Global Sports Communication en wordt gesponsord door Nike.  hij maakt deel uit van het NN Running Team.

## Titels
- Olympisch kampioen 5000 m - 2021
- Olympisch kampioen 10.000 m - 2024
- Wereldkampioen 10.000 m - 2019, 2022, 2023
- Wereldkampioen veldlopen - 2019
- Gemenebestkampioen 5000 m - 2018
- Gemenebestkampioen 10.000 m - 2018
- Oegandees kampioen 5000 m - 2014, 2015
- Afrikaans jeugdkampioen 10.000 m - 2015
- Wereldjuniorenkampioen 10.000 m - 2014

## Persoonlijke records
Baan
| Onderdeel      | Prestatie     | Datum            | Plaats   |
| -------------- | ------------- | ---------------- | -------- |
| 1500 m         | 3.37,36       | 24 april 2021    | Kampala  |
| 3000 m         | 7.33,24       | 19 mei 2021      | Ostrava  |
| 5000 m         | 12.35,36 (WR) | 14 augustus 2020 | Monaco   |
| 10.000 m       | 26.11,00 (WR) | 7 oktober 2020   | Valencia |
| 3000 m steeple | 8.43,21       | 20 juli 2013     | Kampala  |

Weg
| Onderdeel      | Prestatie         | Datum             | Plaats    |
| -------------- | ----------------- | ----------------- | --------- |
| 5 km           | 12.51 (ex-WR; NR) | 16 februari 2020  | Monaco    |
| 10 km          | 26.38 (ex-WR; NR) | 1 december 2019   | Valencia  |
| 15 km          | 41.05 (ex-WR)     | 18 november 2018  | Nijmegen  |
| 10 Eng. mijl   | 45.15             | 23 september 2018 | Amsterdam |
| Halve marathon | 59.21             | 17 oktober 2020   | Gdynia    |

## Palmares

### 3000 m
Diamond League podiumplaatsen
- 2019:  Bislett Games - 7.33,26

### 5000 m
- 2014:  Oegandese kamp. in Namboole - 13.36,64
- 2014: 4e WK U20 in Eugene - 13.32,84
- 2015:  Interforce Games in Namboole - 13.37,8
- 2015:  Oegandese kamp. in Namboole - 13.28,50
- 2016: 8e OS - 13.09,17
- 2018:  Gemenebestspelen - 13.50,83
- 2021:  OS - 12.58,15

Diamond League podiumplaatsen
- 2016:  Diamond League Shanghai – 13.00,60
- 2017:  Athletissima - 12.59,83
- 2019:  Weltklasse Zürich - 12.57,41
- 2020:  Herculis - 12.35,36
- 2022:  Prefontaine Classic - 12.57,99

### 10.000 m
- 2014:  Gouden Spike in Leiden - 27.56,26
- 2014:  WK U20 - 28.32,86
- 2015:  Afrikaanse jeugdkamp. in Addis Ababa - 29.58,70
- 2015: 9e WK - 27.48,89
- 2016: 6e OS - 27.10,06
- 2017:  WK - 26.49,94
- 2018:  Gemenebestspelen - 27.19,62
- 2019:  WK - 26.48,36
- 2021:  OS - 27.43,63
- 2022:  WK - 27.27,43
- 2023:  WK - 27.51,42
- 2024:  OS - 26.43,14 (OR)

### 5 km
- 2016:  Carlsbad - 13.24

### 10 km
- 2014:  TCS World in Banglore - 28.24
- 2014:  John Akii-Bua Police Centenary Run in Kampala - 30.00,5
- 2015:  ASICS Grand in Berlijn - 27.50
- 2016:  Villa de Laredo - 27.46

### 15 km
- 2015:  Zevenheuvelenloop - 42.39
- 2016:  Zevenheuvelenloop - 42.08
- 2017:  Zevenheuvelenloop - 41.16
- 2018:  Zevenheuvelenloop - 41.05 (WR)

### 10 Eng. mijl
- 2014: 9e Dam tot Damloop - 47.33
- 2016:  Dam tot Damloop - 45.38
- 2018:  Dam tot Damloop - 45.15

### Halve marathon
- 2020: 4e WK - 59,21

### marathon
- 2023: 37e marathon van Valencia - 2:08.59

### veldlopen
- 2015: 5e Cross Internacional de Itálica in Sevilla - 33.10
- 2015:  Cross Internacional Juan Muguerza in Elgoibar - 33.05
- 2015: 11e WK U20 in Guiyang - 24.11
- 2019:  WK in Aarhus - 31.40 ( in het landenklassement)
- 2023:  WK - 29.37 ( in het landenklassement)

1912: Hannes Kolehmainen ·
1920: Joseph Guillemot ·
1924: Paavo Nurmi ·
1928: Ville Ritola ·
1932: Lauri Lehtinen ·
1936: Gunnar Höckert ·
1948: Gaston Reiff ·
1952: Emil Zátopek ·
1956: Vladimir Koets ·
1960: Murray Halberg ·
1964: Bob Schul ·
1968: Mohammed Gammoudi ·
1972: Lasse Virén ·
1976: Lasse Virén ·
1980: Miruts Yifter ·
1984: Saïd Aouita ·
1988: John Ngugi ·
1992: Dieter Baumann ·
1996: Vénuste Niyongabo ·
2000: Millon Wolde ·
2004: Hicham El Guerrouj ·
2008: Kenenisa Bekele ·
2012: Mo Farah ·
2016: Mo Farah ·
2020: Joshua Cheptegei ·
2024: Jakob Ingebrigtsen
1912: Hannes Kolehmainen ·
1920: Paavo Nurmi ·
1924: Ville Ritola ·
1928: Paavo Nurmi ·
1932: Janusz Kusociński ·
1936: Ilmari Salminen ·
1948: Emil Zátopek ·
1952: Emil Zátopek ·
1956: Vladimir Koets ·
1960: Pjotr Bolotnikov ·
1964: Billy Mills ·
1968: Naftali Temu ·
1972: Lasse Virén ·
1976: Lasse Virén ·
1980: Miruts Yifter ·
1984: Alberto Cova ·
1988: Brahim Boutayeb ·
1992: Khalid Skah ·
1996: Haile Gebrselassie ·
2000: Haile Gebrselassie ·
2004: Kenenisa Bekele ·
2008: Kenenisa Bekele ·
2012: Mo Farah ·
2016: Mo Farah ·
2020: Selemon Barega ·
2024: Joshua Cheptegei
1983 Alberto Cova ·
1987 Paul Kipkoech ·
1991 Moses Tanui ·
1993 Haile Gebrselassie ·
1995 Haile Gebrselassie ·
1997 Haile Gebrselassie ·
1999 Haile Gebrselassie ·
2001 Charles Kamathi ·
2003 Kenenisa Bekele ·
2005 Kenenisa Bekele ·
2007 Kenenisa Bekele ·
2009 Kenenisa Bekele ·
2011 Ibrahim Jeilan ·
2013 Mo Farah ·
2015 Mo Farah ·
2017 Mo Farah ·
2019 Joshua Cheptegei · 
2022 Joshua Cheptegei · 
2023 Joshua Cheptegei